# خورشیدگرفتگی ۱ نوامبر ۱۹۲۹
خورشیدگرفتگی ۱ نوامبر ۱۹۲۹ (به انگلیسی: Solar eclipse of November 1, 1929) یک خورشیدگرفتگی از نوع خورشیدگرفتگی حلقه‌ای است. این خورشیدگرفتگی در تاریخ ۱ نوامبر ۱۹۲۹ میلادی (‎۱۰ آبان ۱۳۰۸ خورشیدی) روی داد که زمان اوج آن، ساعت ۱۲:۰۵:۱۰ به‌وقت ساعت هماهنگ جهانی بوده‌است. مدت زمان و طول این خورشیدگرفتگی ۳ دقیقه و ۵۴ ثانیه بود.